# Junk Boy
Junk Boy (JUNK BOY?, JUNK BOY) è un manga di Kunitomo Yasuyuki pubblicato da Weekly Manga Action dal 1985 al 1989. Nel 1987 è uscito un original anime video tratto dal fumetto. L'OAV è stato doppiato anche in italiano.

## Trama
Il protagonista del manga è Ryohei Yamazaki, ragazzo ossessionato dal sesso, il quale riesce a farsi assumere dalla prestigiosa rivista erotica Poteto Boy.

## Doppiaggio
| Personaggi          | Voce giapponese | Voce italiana        |
| ------------------- | --------------- | -------------------- |
| Ryohei Yamazaki     | Takeshi Kusao   | Gigi Rosa            |
| Yuki Oda            | Toshiko Fujita  | Laura Merli          |
| Aki Sawamoto        | Hiromi Tsuru    | Patrizia Salmoiraghi |
| Mika Kanda          | Rei Sakuma      | Elisabetta Spinelli  |
| Giornalista         | Emi Shinohara   |                      |
| Testu Manai         | Kazuhiko Inoue  | Andrea De Nisco      |
| Tsugunobu Shiroyama | Keiichi Nanba   | Massimiliano Lotti   |